# Renfrow
Renfrow város az Amerikai Egyesült Államok Oklahoma államában, Grant megyében. Lakosainak száma 15 fő (2020. április 1.).

## Népesség
A település népességének változása:

| 2010 | 12 |
| 2020 | 15 |